# Olivier Ragondet
Olivier Ragondet (La Seyne-sur-Mer, 19 maggio 1991) è un pallavolista francese.
Gioca nel ruolo di schiacciatore nel Rennes Volley 35.

## Carriera
La carriera di Olivier Ragondet, fratello di Emmanuel e Pascal, entrambi pallavolisti, si svolge interamente nel Rennes Volley 35, a partire dal campionato 2010-11; con il club bianco-nero vince una Coppa di Francia, esordendo anche nelle coppe europee; nel 2014-15 segue il club nella seconda divisione francese dopo la retrocessione. Nel 2009 è campione europeo pre-juniores con la nazionale francese.

## Palmarès
- Coppa di Francia: 1

2011-12

### Nazionale (competizioni minori)
- Campionato europeo pre-juniores 2009